# 松尾峠局改
松尾峠局改（まつおとうげきょくかい）は愛媛県宇和島市津島町高田から同市祝森に至る国道56号の延長6.0kmを改良して、線形不良と災害危険箇所の解消を図ることを目的としたものである。
松尾峠には1952年（昭和27年）完成の松尾隧道（L=464m）があるが、幅員が5.5mと狭く、大型車の離合に苦労していた。また、この区間の道路の勾配は8%と急で線形も悪く時間がかかっていた。このため、峠下に新たなバイパス区間を建設する工事に着手。完成後は区間延長が2km短縮され、所要時間も12分から4分へと大幅に短縮された。

## 概要
- 起点：宇和島市津島町高田
- 終点：宇和島市祝森
- 延長：4.0km
- 規格：第3種第2級
- 車線数：完成2車線
- 道路幅員：11m
- 車線幅員：3.25m
- 設計速度：60km/h

## 沿革
- 1973年（昭和48年） - 事業化。
- 1974年（昭和49年） - 工事着手。
- 1975年（昭和50年）3月 - 松尾トンネル工事着手。
- 1978年（昭和53年）6月 - 松尾トンネル完成。
- 1979年（昭和54年）4月1日 - 供用開始。

## 通過市町村
- 宇和島市

## 当該道路の位置関係
- （松山方面） - 国道56号
- （中村方面） - 国道56号

## 主な構造物
- 松尾トンネル（L=1,710m）